# 無名戦士の墓
無名戦士の墓（むめいせんしのはか）とは、歴史を通して起きた戦争で戦死し、かつ身元が判明しなかった兵士の遺骨を埋葬または納めた墓。
また、遺骨も無く、遺品を納めたり、それも無く英霊として葬り、祀る墓もある。ここでは戦死した者への慰霊塔や慰霊碑や慰霊を行う大聖堂、無名戦士の碑なども含んで記述する。

## 概要
無名戦士（無名兵士）は、原語（英語）では「Unknown soldier」と表記する。この語は本来の軍事用語としては、戦場で発見された「身元不明の兵士（の死体）」を意味する。それゆえに、欧米の無名戦士の墓では、実際にその場所で身元不明の戦死者が、無縁墓のように埋葬されている場合がほとんどである。その一方で、一般語としては「無名」の訳語のように「有名でない、あるいは誰にも知られず死んだ兵士」といったようなニュアンスもあるため、戦没者慰霊碑や兵士の像などのように「全ての戦死者の象徴」としての機能を併せ持っている。
現代においては多くの国家、自治体や宗教団体などが主体となって無名の戦士の墓や慰霊碑を設けている。これらは戦死した場所や地域、また祖国に設けられる。

## 意義
欧米諸国において無名戦士の墓は、外交儀礼上の敬意が払われる存在とみなされている。アメリカ合衆国の政治学者ベネディクト・アンダーソンは『想像の共同体』の冒頭で、無名戦士の墓やそれに付随する記念碑は、そこに祭られる兵士が匿名であり、「その国家のために戦死した」ということ以外一切のアイデンティティ（宗教的背景など）が排除されていることにおいて極めて近代的な産物であり、「これほど近代文化としてのナショナリズムを見事に表象するものはない」と指摘している。

## 各国の例一覧
一覧の国の順は英語の国名綴りに従う
| 国               | 名称 - 場所 | 画像    | 解説 |
| ---------------- | --- | ------- | --- |
| アルゼンチン     | メトロポリタン大聖堂 - ブエノスアイレス                                                                                      |         | 独立のための無名戦士の墓                                                                                 |
| アルメニア       | 勝利公園 - エレバン |         | 無名戦士の墓                                                                                             |
| オーストラリア   | オーストラリア戦争記念館 - キャンベラ                                                                                        |         | オーストラリアの無名戦士を慰霊                                                                           |
| オーストリア     | 英雄広場 - ウィーン |         | |
| ベルギー         | コングレ記念塔 - ブリュッセル                                                                                                |         | 無名戦士の国立モニュメント                                                                               |
| ボリビア         | 無名戦士モニュメント - ラパス                                                                                                |         | 無名戦士の墓                                                                                             |
| ブラジル         | 戦士の記念碑 - リオデジャネイロ市                                                                                            |         | 第二次世界大戦の無名戦士の墓                                                                             |
| ブルガリア       | (1) - ソフィア (2) 無名戦士モニュメント - ハスコヴォ                                                                         | (1)     | (1)無名戦士の記念碑 (ソフィア) (2)露土戦争の無名戦士の墓                                                 |
| カナダ           | カナダ連合公園 - オタワ |         | 国立追悼碑の無名戦士の墓                                                                                 |
| チリ             | マヌエル・バケダノ将軍広場 - サンティアゴ                                                                                    |         | 1881年の南米太平洋戦争の無名戦士の遺骨を納める                                                           |
| チェコ           | Vítkov丘 - プラハ |         | 国立追悼碑                                                                                               |
| デンマーク       | - フレゼリシア |         | 歩兵追悼碑                                                                                               |
| エジプト         | 無名戦士の記念碑 - ナスル、カイロ                                                                                            |         | 元大統領アンワル・アッ＝サーダートも葬られる                                                             |
| エストニア       | 防衛軍の墓 - タリン |         | |
| フィンランド     | ヒエタニエミの軍人墓地 - ヘルシンキ                                                                                          |         | |
| フランス         | シャルル・ド・ゴール広場 - パリ                                                                                              |         | エトワール凱旋門の下に無名戦士の墓 （無名戦士の墓 (フランス)も参照）                                     |
| ジョージア       | ヴァケ公園 - トビリシ |         | 無名戦士の墓 (トビリシ)                                                                                  |
| ドイツ           | ウンター・デン・リンデンブールバール - ベルリン                                                                              |         | ノイエ・ヴァッヘの19世紀時期の衛兵所の部分                                                               |
| ギリシャ         | シンタグマ広場 - アテネ |         | 無名戦士の碑 - 無名戦士の墓 (アテネ)                                                                     |
| ハンガリー       | アンドラーシ通り - ブダペスト                                                                                                |         | 英雄広場の無名戦士慰霊碑                                                                                 |
| イラク           | アルシャヒード・モニュメント（殉教者の墓）- バグダード                                                                       |         | イラン・イラク戦争の無名戦士慰霊碑                                                                       |
| インド           | インド門 - ニューデリー |         | 無名戦士の墓を兼ねる (アマル・ジャワン・ジョティも参照)                                                  |
| インドネシア     | - バンドン |         | 無名戦士の追悼地。他にKembang Kuning 戦オランダ軍の無名戦士の墓 - スラバヤ                               |
| イタリア         | ヴェネツィア広場 - ローマ |         | ヴィットーリオ・エマヌエーレ2世記念堂の無名戦士の祭壇 - 無名戦士の墓 (ローマ)                            |
| 日本             | (1) 東京都千代田区 (2) 東京都千代田区 (3) 埼玉県越生町 (4) 大阪府富田林市 (5) 京都市東山                                     | (2)     | (1) 靖国神社 (2) 千鳥ケ淵戦没者墓苑 (3) 世界無名戦士之墓 (4) 大平和祈念塔 (5) 霊山観音                   |
| レバノン         | - ベイルート |         | オリエント部隊、レバント軍、レバノン軍の墓が知られていない全ての戦没者を追悼 - 無名戦士の墓 (レバノン)   |
| リトアニア       | ヴィータウタス大公戦争博物館 - カウナス                                                                                      |         | 1919年リトアニア-ソ連戦争無名戦士の遺骨を納める墓                                                        |
| マレーシア       | 国家記念碑 - クアラルンプール                                                                                                |         | 第二次世界大戦大日本帝国やイギリス連邦軍との戦いなどの慰霊碑                                             |
| ニュージーランド | 国立戦争記念館 - ウェリントン                                                                                                |         | 2004年に掘り出された第一次世界大戦18,166人の無名戦士の遺骨納める慰霊碑 - 無名戦士の墓 (ニュージーランド) |
| ペルー           | ボリーバル広場 - リマ |         | 1881年の太平洋戦争戦士の遺骨の埋葬                                                                       |
| フィリピン       | 英雄達の墓 - マニラ首都圏タギッグ                                                                                            |         | 第二次世界大戦のフィリピン解放の戦士達                                                                   |
| ポーランド       | ユゼフ・ピウスツキ元帥広場 - ワルシャワ                                                                                      |         | 無名戦士の墓 (ワルシャワ)                                                                                |
| ポルトガル       | バターリャ修道院 - バターリャ                                                                                                |         | 無名戦士の墓 (ポルトガル)                                                                                |
| ルーマニア       | カロル公園 - ブカレスト |         | 1923年建設の第一次世界大戦無名戦士の墓（無名戦士の墓 (ルーマニア)参照）                                  |
| ロシア           | アレクサンドル庭園 - モスクワ                                                                                                |         | 独ソ戦の無名戦士の墓                                                                                     |
| セルビア         | アヴァラ山 - ベオグラード |         | 第一次世界大戦とバルカン戦争の無名戦士を称える慰霊碑                                                     |
| スロベニア       | フランス革命広場 - リュブリャナ                                                                                              |         | ナポレオン軍・フランス人無名戦士の慰霊塔                                                                 |
| スペイン         | 忠誠広場 - マドリード |         | 祖国のために戦死した兵士の慰霊塔（オベリスク）                                                           |
| シリア           | - ダマスカス |         | ヒッティーンの戦いなど5つの戦いの殉教者の墓                                                              |
| 台湾             | 戦争と平和記念公園 - 高雄市                                                                                                  |         | 台湾無名戦士記念碑                                                                                       |
| トルコ           | - チャナッカレ県 |         | ガリポリの戦いチャナッカレの無名殉教者慰霊塔。近くにオーストラリア・ニュージーランド軍団の慰霊塔もある。 |
| ウクライナ       | (1) ドニエプル公園 - キエフ (2) シェフチェンコ公園 - オデッサ                                                                | (1)     | (1) 無名戦士の墓 (2) 無名水兵の記念碑                                                                    |
| イギリス         | ウェストミンスター寺院 - ロンドン                                                                                            |         | 第一次世界大戦ヨーロッパ戦線の無名戦士の墓 （無名戦士の墓 (イギリス)も参照）                             |
| アメリカ合衆国   | (1) アーリントン国立墓地 - バージニア州アーリントン (2) ワシントン広場 - フィラデルフィア (3) ミシシッピ州ビロキシ市Beauvoir | (1) (2) | (1) 無名戦士の墓 (2) アメリカ独立戦争の無名戦士の墓 (3) 南北戦争南部連邦軍の無名戦士の墓                 |
| ウズベキスタン   | 独立広場 - タシュケント |         | 無名戦士の墓 (タシュケント)                                                                              |
| ベネズエラ       | カラボボの戦場 - カラボボ州                                                                                                  |         | カラボボの戦い (1821年)の無名戦士の墓                                                                    |